# Sasha Pieterse
Sasha Pieterse (Johannesburg, 17 febbraio 1996) è un'attrice e cantante sudafricana naturalizzata statunitense.
È conosciuta principalmente per il ruolo di Alison DiLaurentis nella serie televisiva Pretty Little Liars.

## Biografia
Nata a Johannesburg e trasferitasi negli USA all'età di 3 anni - prima a Las Vegas e poi a Los Angeles - Sasha Pieterse è cresciuta nel mondo dello spettacolo. I suoi genitori erano una coppia di ballerini professionisti che si sono esibiti in tutto il mondo: Sasha amava stare sul palco con loro. Il suo talento fu ben presto riconosciuto da un agente che la fece scritturare per una serie di piccoli ruoli, e da allora ha iniziato la sua carriera di modella e attrice.
Il 23 dicembre 2015 rende pubblica tramite profilo Instagram l'ufficializzazione del suo fidanzamento con Hudson Sheaffer. La coppia si è sposata il 27 maggio 2018 in Irlanda. Nella 25ª stagione di Dancing with the Stars, ha rivelato che le è stata diagnosticata la sindrome dell'ovaio policistico, che ha contribuito al suo aumento di peso. Il 6 novembre 2020 nasce il suo primo figlio, Hendrix Wade Sheaffer.

### Attrice
A 6 anni, Sasha ha ottenuto il suo primo ruolo in televisione, recitò come co-protagonista nel 2002 nel ruolo di "Buffy" nella serie televisiva del canale WB The Family Affair. Nel 2004 è apparsa in Stargate SG-1. Appare poi nel 2005 all'interno del secondo episodio della seconda stagione di Dr. House - Medical Division, nel suo primo film Le avventure di Shark Boy e Lava Girl come Marissa la "Principessa di Ghiaccio" e anche in una serie di breve durata chiamata Wanted con il suo collega Gary Cole, sua ex co-star nella serie Family Affair'. Nel 2009 Sasha è stata scritturata nel ruolo di Alison DiLaurentis nella serie TV Pretty Little Liars basata sulla serie di libri di Sara Shepard, la cui racconta la storia di quattro adolescenti la cui vita è minacciata costantemente da una persona "anonima". All'inizio della serie Sasha aveva solo 14 anni, compiuti a febbraio, avendo tutte le sue colleghe almeno 20 anni, era il membro più giovane del cast ad essere accreditato come personaggio principale.

### Musica
Nell'aprile del 2013 rilascia il suo primo singolo "This Country Is Bad Ass", seguito nel giugno dello stesso anno da "R.P.M.", al quale viene affiancato il primo video musicale. A luglio 2013 viene distribuito il suo terzo singolo, "I Can't Fix You". Il 10 dicembre 2013 esce su iTunes il quarto singolo, dal titolo "NO".

## Filmografia

### Cinema
- Le avventure di Sharkboy e Lavagirl in 3-D (The Adventures of Sharkboy and Lavagirl in 3-D), regia di Robert Rodriguez (2005)
- The Air I Breathe, regia di Jieho Lee (2007)
- Tutte pazze per Charlie (Good Luck Chuck), regia di Mark Helfrich (2007)
- X-Men - L'inizio (X-Men: First Class), regia di Matthew Vaughn (2011)
- G.B.F., regia di Darren Stein (2013)
- Vizio di forma (Inherent Vice), regia di Paul Thomas Anderson (2014)
- Burning Bodhi, regia di Mettew McDuffie (2015)
- Coin Heist - Colpo alla Zecca (Coin Heist), regia di Emily Hagins (2017)
- The Honor List, regia di Elissa Down (2018)
- The Image of You, regia di Jeff Fisher (2024)

### Televisione
- Family Affair – serie TV, 8 episodi (2002)
- Stargate SG-1 – serie TV, episodio 7x13 (2004)
- Wanted, regia di Guy Norman Bee, Félix Enríquez Alcalá e Davis Guggenheim – film TV (2005)
- Wanted – serie TV, episodi 1x01 e 1x05 (2005)
- Dr. House - Medical Division (House M.D.) – serie TV, episodio 2x02 (2005)
- Claire, regia di Stephen Bridgewater – film TV (2007)
- CSI: Miami – serie TV, episodio 6x09 (2007)
- Senza traccia (Without a Trace) – serie TV, episodio 7x11 (2009)
- Heroes: Slow Burn – serie TV, 6 episodi (2009)
- Heroes – serie TV, 5 episodi (2009-2010)
- Pretty Little Liars – serie TV, 158 episodi (2010-2017) – Alison DiLaurentis
- Regista di classe (Geek Charming), regia di Jeffrey Hornaday – film TV (2011)
- Medium – serie TV, episodio 7x13 (2011)
- Hawaii Five-0 – serie TV, episodio 4x20 (2014)
- Sing It! – serie TV, episodio 1x06 (2016)
- Pretty Little Liars: The Perfectionists – serie TV, 10 episodi (2019)

### Videoclip
- Rewind - Skye Stevens (2013)
- R.P.M. - Sasha Pieterse (2013)

#### Altre partecipazioni
- Dancing with the Stars – programma TV, concorrente (2017)

## Discografia

### Singoli
- 2013 - This Country is Bad Ass
- 2013 - R.P.M.
- 2013 - I Can't Fix You
- 2013 - No

## Scritti
- Sasha Pieterse, Sasha in Good Taste: Recipes for Bites, Feasts, Sips & Celebrations, Dey Street Books, 2019, ISBN 978-0062851390

## Premi e riconoscimenti
- 2014 - Teen Choice Awards
  - Miglior attrice televisiva emergente (Pretty Little Liars)
- 2015 - MTV Fandom Awards
  - Nomination Coppia dell'anno (Pretty Little Liars) condiviso con Shay Mitchell
- 2015 - Teen Choice Awards
  - Nomination Miglior attrice ruba-scena (Pretty Little Liars)
- 2016 - Teen Choice Awards
  - Miglior attrice ruba-scena (Pretty Little Liars)
- 2017 - Teen Choice Awards
  - Nomination Miglior attrice televisiva drammatica (Pretty Little Liars)
  - Nomination Miglior coppia televisiva (Pretty Little Liars) condiviso con Shay Mitchell

## Doppiatrici italiane
Nelle versioni in italiano delle opere in cui ha recitato, Sasha Pieterse è stata doppiata da:
- Valentina Favazza in Pretty Little Liars, Regista di classe, Coin Heist - Colpo alla Zecca, Pretty Little Liars: The Perfectionists
- Letizia Ciampa in CSI: Miami, Hawaii Five-0
- Letizia Scifoni in Medium, Heroes
- Isabella Benassi in Vizio di forma
- Veronica Puccio in Senza traccia
- Lucrezia Marricchi in Tutte pazze per Charlie
- Rossa Caputo in The Image of You